# Filarmónica del Elba
La Filarmónica del Elba (en alemán: Elbphilharmonie), conocida también por su sobrenombre Elphi, es una sala de conciertos en la zona portuaria de HafenCity, ciudad de Hamburgo, Alemania. Se considera una de las más grandes y acústicamente avanzadas salas de conciertos del mundo. Pese a su corta vida (inaugurada en 2017, aunque previamente sumida en un largo proceso de construcción), su silueta ya es emblemática de Hamburgo y forma parte inseparable del skyline de la ciudad.
La construcción del edificio, proyectado por el prestigioso estudio de arquitectura Herzog & de Meuron como complejo cultural y residencial, se dio por concluida el 31 de octubre de 2016. Su consiguiente inauguración tuvo lugar el 11 de enero de 2017, con un concierto de la NDR Elbphilharmonie Orchester (anteriormente conocida como Orquesta Sinfónica de la NDR), que ha pasado a ser la orquesta residente del auditorio.

## Estructura

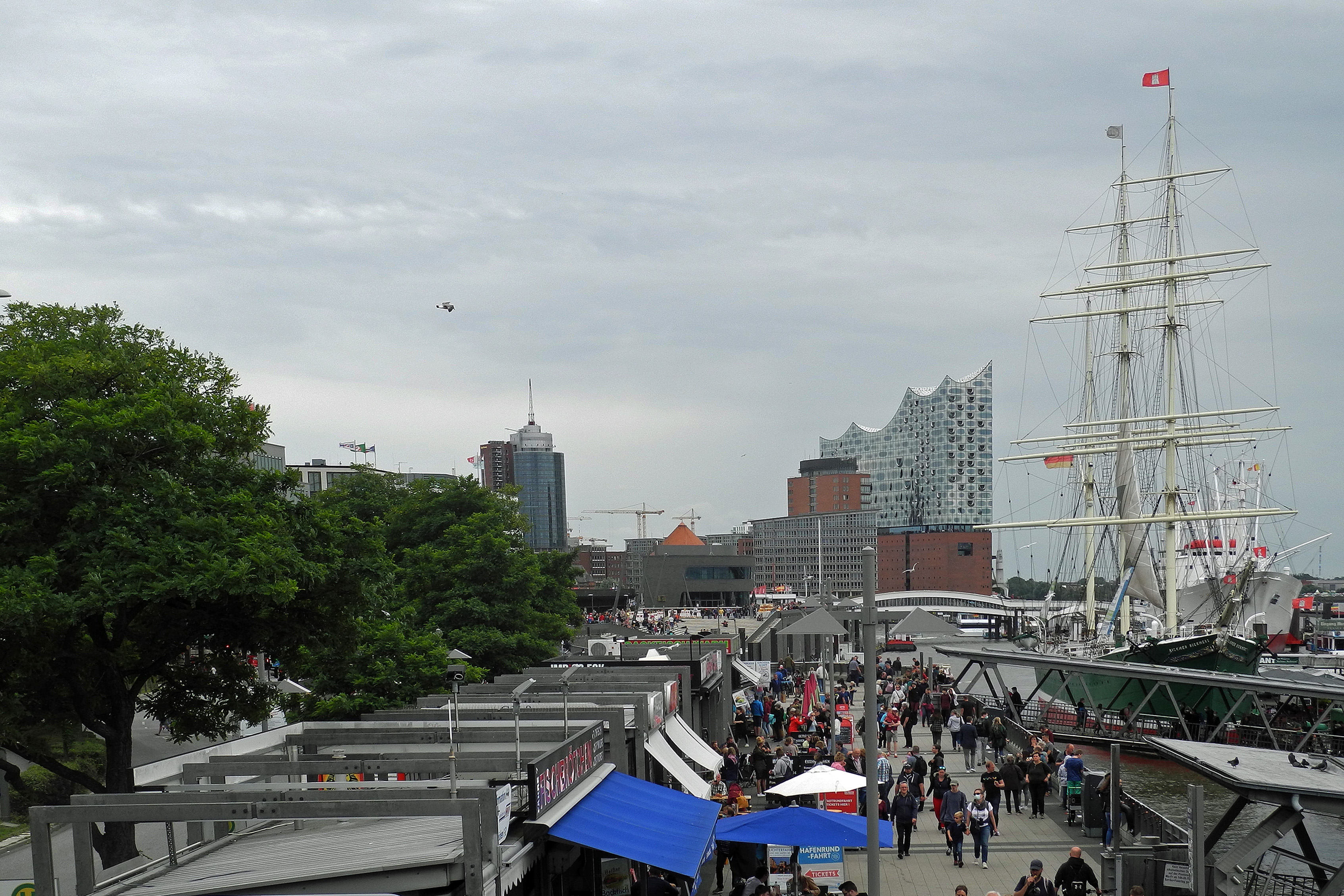
Vista de la Elphi (al fondo) desde los Landungsbrücken.

El edificio que alberga el auditorio, situado en Am Sandtorkai sobre el río Elba, se apoya en un renovado almacén de vastas dimensiones (Kaispeicher A), típico de la Speicherstadt, construido en 1963. Las fachadas y elementos exteriores son de cristal y cuentan con mecanismos ajustables y programables, y su diseño pretende imitar las formas de una vela izada, una ola del mar, un iceberg y un cristal de cuarzo. La construcción incluye pisos de vivienda en sus plantas superiores, siendo con sus 108 metros de altura máxima (ala occidental) el edificio habitable más alto de Hamburgo (aunque no geográficamente).
La fachada original del Kaispeicher A mantiene su aspecto de construcción en ladrillo. De las 26 plantas del complejo, ocho se encuentran dentro de esta estructura, y por encima de ella, la Plaza - la superficie que la separa de la estructura superior y que, siendo accesible al público, sirve de punto de observatorio con vistas de la ciudad y del río Elba.

## Crítica
A lo largo de los años de su desarrollo, el proyecto fue criticado en la prensa y en círculos políticos y ciudadanos debido a los múltiples retrasos e incrementos de costo de la obra.